# Вест Појнт (Калифорнија)
Вест Појнт (енгл. West Point) насељено је место без административног статуса у америчкој савезној држави Калифорнија.

## Демографија
По попису из 2010. године број становника је 674, што је 72 (-9,7%) становника мање него 2000. године.
| Група             | 2000.       | 2010.       |
| Белци             | 581 (77,9%) | 537 (79,7%) |
| Афроамериканци    | 9 (1,2%)    | 0 (0,0%)    |
| Азијати           | 5 (0,7%)    | 2 (0,3%)    |
| Хиспаноамериканци | 60 (8,0%)   | 67 (9,9%)   |
| Укупно            | 746         | 674         |